# Claude-Toussaint Marot de La Garaye

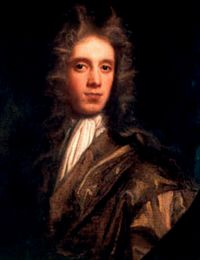
Claude-Toussaint Marot de La Garaye

Claude-Toussaint Marot de La Garaye (* 30. Oktober 1675 in Rennes; † 2. Juli 1755 in Taden) war ein französischer Chemiker und Philanthrop.

## Leben und Wirken

### Herkunft und Jugend

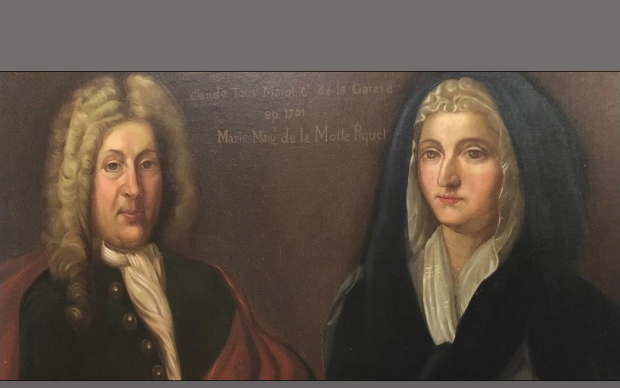
Das Ehepaar de La Garaye

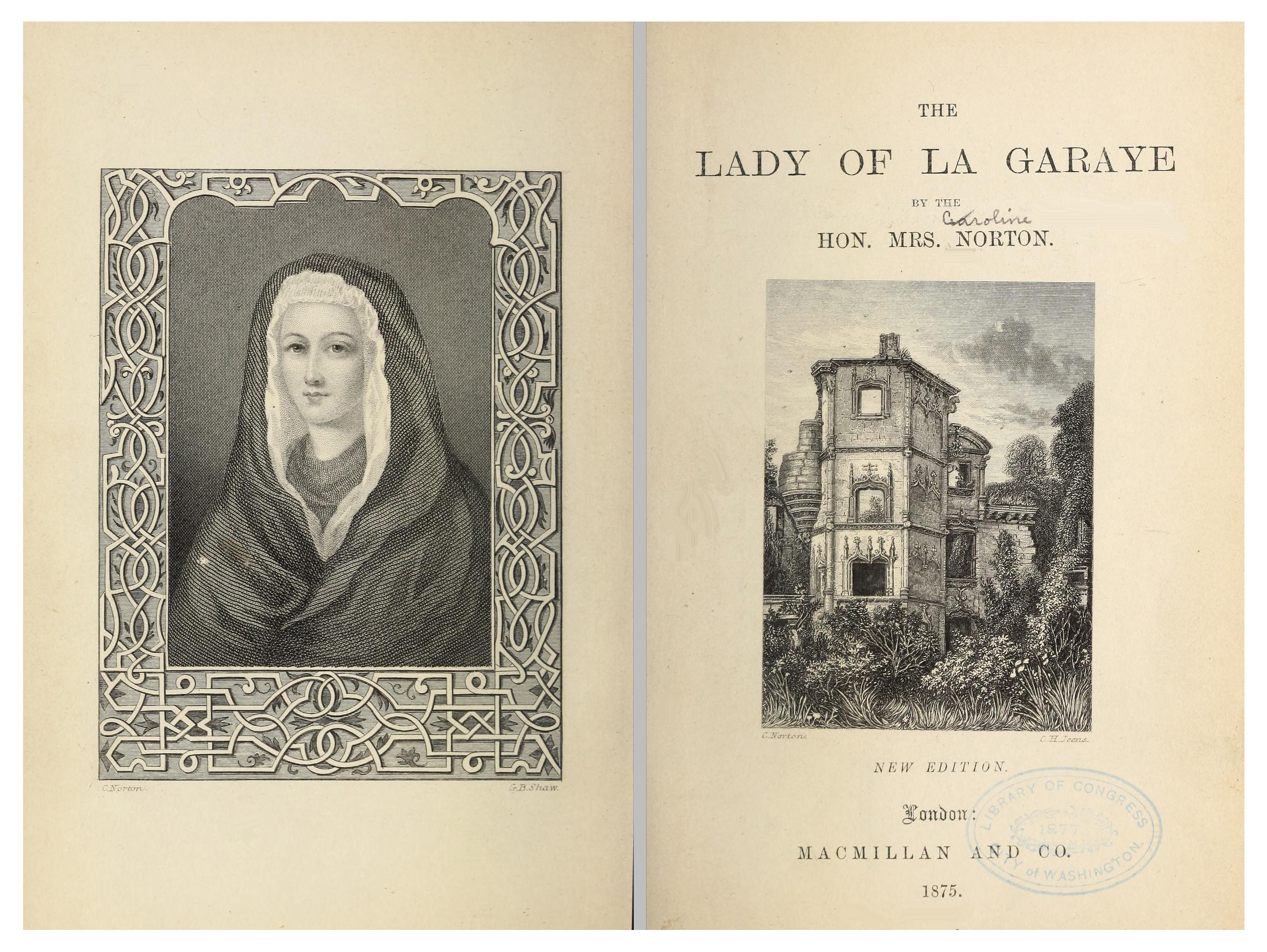
Verklärung

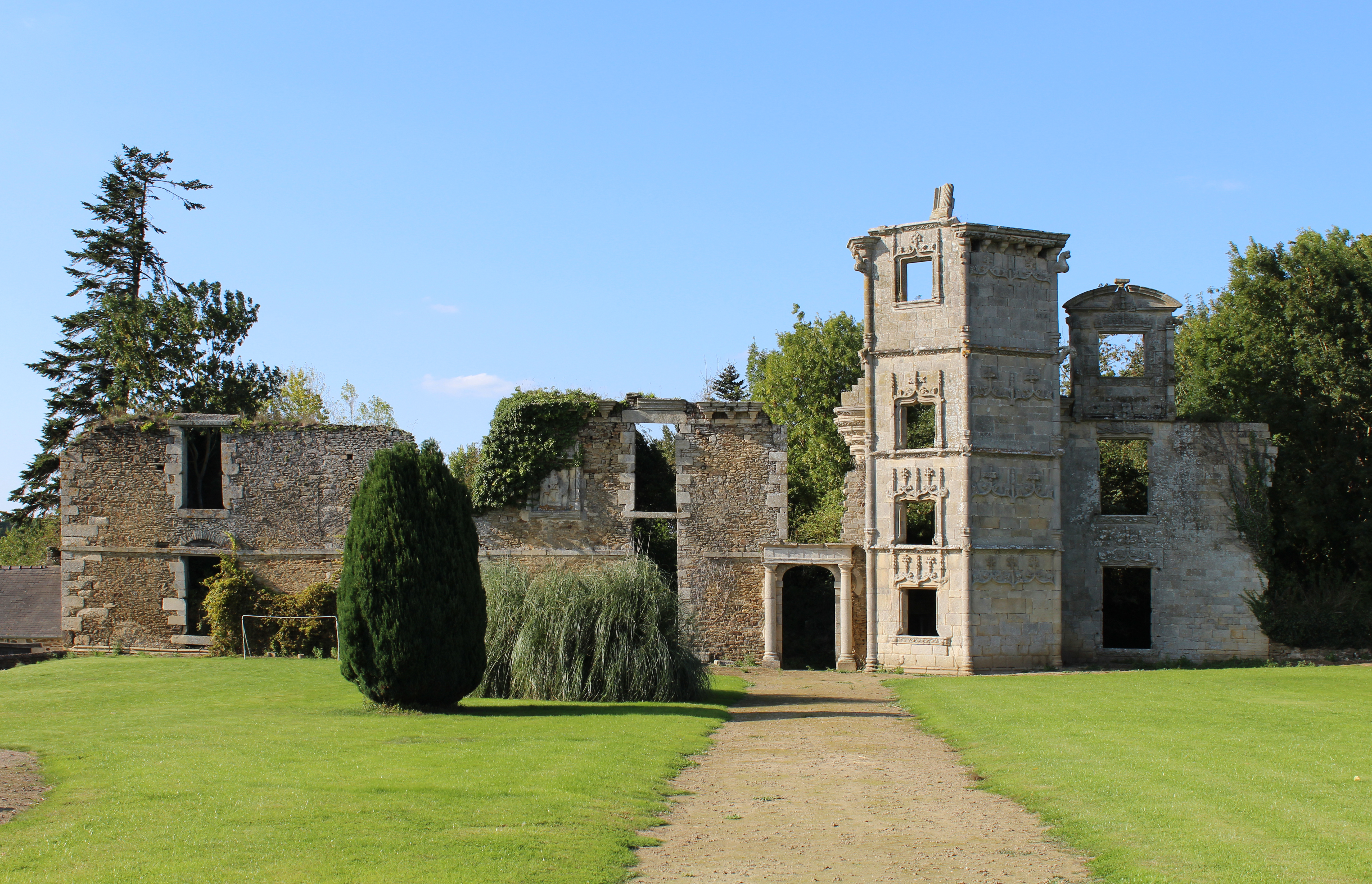
Schloss la Garaye

Claude-Toussaint Marot de La Garaye wurde als zweites Kind von Guillaume Marot und Françoise-Marie de Marbœuf in Rennes geboren. Sein Vater stammte aus einer Advokatenfamilie. Er war Rat („conseiller“) im Parlament der Bretagne und wurde 1685 zum Grafen und Gouverneur der Stadt Dinan und zum Schlossherr von La Garaye in Taden ernannt. Claude-Toussaint erhielt seine Schulausbildung zusammen mit seinem älteren Bruder am Pariser Collège d’Harcourt. Nach dem Tod seines Vaters 1693 trat er zusammen mit seinem Bruder in das Corps der Musketiere ein. Im Jahre 1701 fiel ihm das Familienerbe zu und er kehrte in die Bretagne auf das Schloss La Garaye zurück. Er heiratete Marie-Marguerite de la Motte-Piquet und kaufte sich das Amt eines parlamentarischen Rats. Wegen geringer Neigung zu ernsthaften juristischen Studien gab er dieses Amt jedoch bald wieder auf und er führte zusammen mit seiner Frau ein ausschweifendes Leben auf Schloss La Garaye.

### Umkehr zur Wohltätigkeit
Gemäß ihren Chronisten führten zwei Ereignisse dazu, dass das Ehepaar La Garaye dem weltlichen Leben weitgehend entsagte und sich einer religiös motivierten Wohltätigkeit verschrieb. Erstens habe ein Reitunfall auf der Jagd dazu geführt, dass Marie de La Garaye keine Kinder mehr bekommen konnte und zweitens sei der beste Freund von Claude-Toussaint Marot de La Garaye im Kloster la Trappe nach schwerer Krankheit gestorben. Die Quellen sind widersprüchlich und so wurde auch behauptet, der Tod eines Kindes sei Ursache ihres moralischen Umschwungs gewesen. Nach den meisten Quellen war das Paar aber kinderlos.
1710 verwandelte der Graf einen großen Teil seines riesigen Hauses in ein Hospiz für Kranke. Er gab bisher ungenutztes Land zur Bearbeitung für Familien frei und er ließ Deiche und Salzgewinnungsanlagen errichten. Er verteilte Nahrungsmittel und Kleidung an Einheimische und an Fremde. Er kümmerte sich auch um englische Kriegsgefangene, die in Dinan interniert waren. In seinem Hospital eröffnete er ein Labor und eine Apotheke und stellte Ärzte, Chirurgen und Assistenten an. Die Körpertherapien wurden durch Seelentherapien nach den Regeln der Trappisten ergänzt. Berichte über wundersame Heilungen im Schloss drangen bis nach England und es wurde über Fälle von Konversionen vom Protestantismus zum Katholizismus berichtet.

### „Kalte Extraktion“ oder „Hydraulische Chemie“

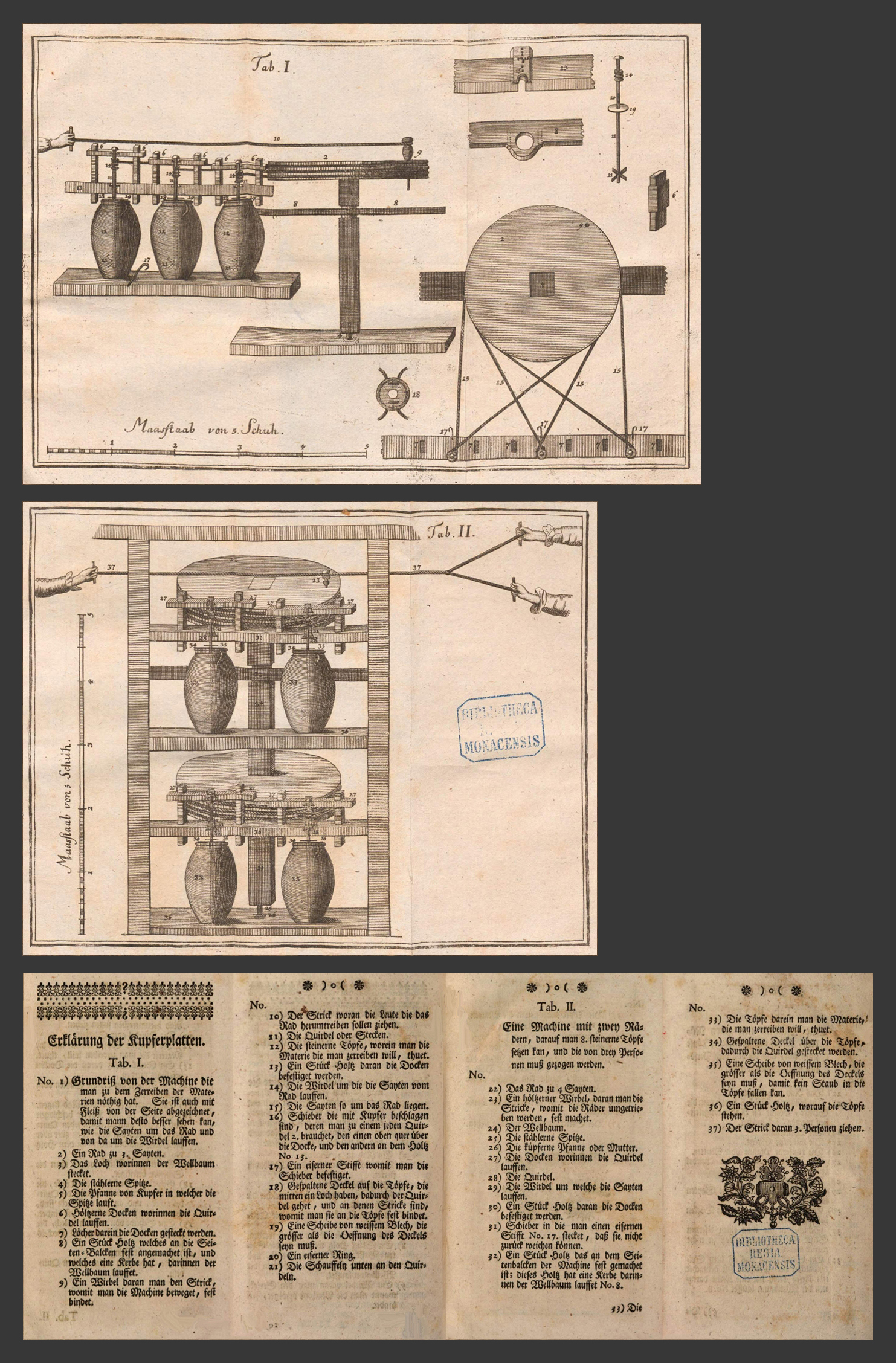
Garayes Rührmaschine

1714/15 bildeten sich Claude-Toussanit und Marie-Marguerite de La Garaye über sechs Monate lang in Paris medizinisch weiter. Sie nahmen an den Kursen in der Charité und im Hôtel-Dieu teil. Die Grundzüge der Chemie erlernten sie bei Nicolas Lémery. Bei chemischen Experimenten in seinem Labor erarbeitete Claude-Toussaint Marot de La Garaye neue Methoden der Arzneimittelherstellung, die er als »Hydraulische Chemie« bezeichnete.
Um die „wesentlichen und medizinisch wirksamen Teile“ schonend aus pflanzlichen Stoffen herauszulösen und von den „irdischen und groben Teilen“ zu trennen, verwendete er einfaches, reines und lauwarmes Regen- oder Quellwasser. Dieses setzte er mithilfe einer Maschine in starke Bewegung und zerteilte dadurch die hineingetanen Materien so, dass „alle ihre Teilchen aufgeschlossen und zerrissen“ wurden. Er behauptete, dass sich die Wirkstoffe („principia activa – sal, oleum oder sulphur und mercurius“) auf diese Weise mit dem Wasser vereinigten, die „unnütze Erde“ („phlegma und caput mortuum“) aber zu Boden fiele.  Wenn anschließend das Wasser auf Dampfbädern gelinde abgeraucht werde, so würden die in demselben zerstreuten Teilchen der Materie wieder näher zusammenkommen und sich vereinigen können, sodass ein „sel essentiel“ übrig bleiben würde, in dem die „drei wirkenden Anfänge, sal, oleum oder sulfur und mercurius“ konzentriert und rein, unzerstört so wie sie die Natur geschaffen habe, zusammen wären. La Garaye behauptete, mit den üblichen Methoden der Extraktion unter Anwendung von Hitze und Feuer würden die Materien ganz verändert, zerstört, ihre natürliche Ordnung vernichtet, fremde Dinge dazugetan und folglich würden ganz andere Wesen hervorgebracht. Nach seiner Methode ohne Anwendung von Hitze oder Feuer aber erhalte man ein jedes Ding wie es von Natur sei, seine Wirkung bleibe unverändert, alles Unreine, Schädliche oder Grobe würde abgesondert, also die zur Therapie benötigten Einzelgaben der Arzneien um vieles verringert. Zur Darstellung der von ihm „quintessences minérales“ genannten „sels essentiels“ aus Metallen („minerals“) löste er diese zunächst in neutralen Salzlösungen auf.
Der Arzt und Chemiker Pierre-Joseph Macquer beurteilte Garays Verfahren zur kalten Extraktion von „sels essentiels“ aus pflanzlichen Stoffen positiv und so beorderte Ludwig XV. den Grafen La Garay 1731 nach Marly, um sich diese neuen Verfahren demonstrieren zu lassen. Er ließ ihm anschließend als Anerkennung 50.000 livres tournois auszahlen. Nach dem Erscheinen der „Chymie hydraulique“ (1746) zeigte der König auch Interesse an Garayes Methoden zur Darstellung von „quintessences minérales“ und er wünschte, dass Garaye ihm diese vorführe. Garaye, dessen Alter eine Reise von der Bretagne nach Paris nicht mehr erlaubte, entschuldigte sich, dass er dem nicht nachkommen konnte. Er bat darum, einen Fachmann zu schicken, dem er auf seinem Schloss La Garaye die Methoden demonstrieren wollte. Die Wahl fiel auf Pierre-Joseph Macquer, der dann über mehrere Wochen Garayes Methoden im Labor des Schlosses La Garaye studierte und einen positiven Bericht verfasste. Im Schloss Saint-Germain wurde anschließend ein Labor eingerichtet, in dem Macquer unter den Augen des Kardinal de Noailles die Experimente wiederholte. Nachdem auch die Académie des sciences einen Bericht erstellt hatte, bewilligte der König weitere 25.000 livres tournois für La Garaye.
Der deutsche Arzt und Chemiker Wilhelm Heinrich Sebastian Bucholz untersuchte 1769 mit der vergleichenden Methode von John Pringle die antiseptischen Eigenschaften der nach Garaye hergestellten „essentiellen Salze“ der Rosskastanienrinde und der Chinarinde.

## Auszeichnungen
- 1725 Ritter („chevalier“) des Ordre royal et militaire de Notre-Dame-du-Mont-Carmel et de Saint-Lazare-de-Jérusalem
- 1729 „Grand-Hospitalier“ („commandeur“) desselben Ordens für die Provinz Bretagne

## Werke
- Recueil alphabétique des pronostics dangereux et mortels sur les différentes maladies de l’homme, pour servir à MM. les curés et autres. Paris 1736, 2. Aufl. 1770
- Chymie hydraulique pour extraire les sels essentiels des Végétaux, Animaux & Minéraux, avec l’eau pure. Herissant, Paris 1746 (Digitalisat), 2. Aufl., Didot, Paris 1775 (Digitalisat)
  - Chymia hydraulica oder neu entdeckte Handgriffe, vermittelst welcher man das wesentliche Saltz aus Vegetabilien, Animalien und Mineralien mit schlechtem Wasser ausziehen kann. Frankfurt und Leipzig 1749 (Digitalisat), 2. Auflage 1755 (Digitalisat)